# Punti di Malfatti
I punti di Malfatti, o Ajama-Malfatti, sono due punti notevoli del triangolo legati ai punti di tangenza tra i tre cerchi di Malfatti.

## Primo punto di Malfatti
Il primo punto di Malfatti, o anche X(179) per l'ETC, è il punto in cui si intersecano i segmenti che congiungono un vertice del triangolo al punto di tangenza opposto dei cerchi di Malfatti.
Coordinate trilineari
{\displaystyle \sec ^{4}{(A/4)}:\sec ^{4}{(B/4)}:\sec ^{4}{(C/4)}}
Coordinate baricentriche
{\displaystyle \sin A\sec ^{4}{(A/4)}:\sin B\sec ^{4}{(B/4)}:\sin C\sec ^{4}{(C/4)}}

## Secondo punto di Malfatti
Il secondo punto di Malfatti, anche X(180) per l'ETC, è il punto in cui si intersecano le rette passanti per gli excerchi di un triangolo e uno dei punti di tangenza dei cerchi di Malfatti.

I cerchi di Malfatti con gli excerchi, bisettrici (verde) e il secondo punto di Malfatti

Coordinate trilineari
f(A,B,C) : f(B,C,A) : f(C,A,B)*
Coordinate baricentriche
g(A,B,C) : g(B,C,A) : g(C,A,B)*
- {\displaystyle g(A,B,C)=(\sin A)f(A,B,C)}
- {\displaystyle f(A,B,C)={\frac {1}{t(B,C,A)}}+{\frac {1}{t(C,B,A)}}-{\frac {1}{t(A,C,B)}}}
- {\displaystyle t(A,B,C)=1+2(\sec A/4\cos B/4\cos C/4)^{2}}

## Punto di Yff-Malfatti
Il punto di Yff-Malfatti, analogo al primo punto di Malfatti, è il punto d'intersezione delle rette passanti per i vertici del triangolo e il punto di tangenza dei cerchi di Malfatti più vicino, secondo la soluzione alternativa data problema di Malfatti da Peter Yff, generalizzando il problema.

Coordinate trilineari
{\displaystyle \cos ^{4}{A/4}:\cos ^{4}{B/4}:\cos ^{4}{C/4}}